# Acalypha chorisandra
Acalypha chorisandra é uma espécie de flor do gênero Acalypha, pertencente à família Euphorbiaceae.